# Вулиця Івана Миколайчука (Київ)
Ву́лиця Івана Миколайчука — вулиця в Дніпровському районі міста Києва, житловий масив Березняки. Пролягає від Дніпровської набережної до Березняківської вулиці. Проходить паралельно до проспекту Соборності, від якого відділена бульварно-парковими насадженнями.
Прилучається бульвар Амвросія Бучми.

## Історія
Вулиця виникла в 60-ті роки XX століття, з 1967 року мала назву вулиця Серафимовича, на честь російського письменника Олександра Серафимовича.
Сучасна назва на честь українського актора, кінорежисера, сценариста Івана Миколайчука — з 2016 року.
На Кухмістерській слобідці, що була розташована на території теперішнього житлового масиву Березняки, з 1955 року існувала інша вулиця Серафимовича, відома з 1-ї чверті XX століття під назвою (2-га) Базарна. Ліквідована в 1-й половині 1960-х років у зв'язку зі знесенням забудови слобідки й спорудженням житлового масиву Березняки.

## Установи та заклади
- Дитячо-юнацька спортивна школа № 10 (буд. № 3-а)
- Київський академічний театр українського фольклору «Берегиня» (у приміщенні колишнього кінотеатру «Десна»[6]) (буд. № 3-а)
- Гімназія ім. П. Г. Тичини № 191 (буд. № 9-а)
- Кінотеатр «Старт» (входить до мережі кінотеатрів КП «Київкінофільм») (буд. № 15-а)[7]
- Дошкільний навчальний заклад № 274 (буд. № 15-а)
- Середня загальноосвітня школа ім. В. Кудряшова № 195 (буд. № 17-а)

## Зображення

Меморіальна дошка Іванові Миколайчуку, буд. № 5
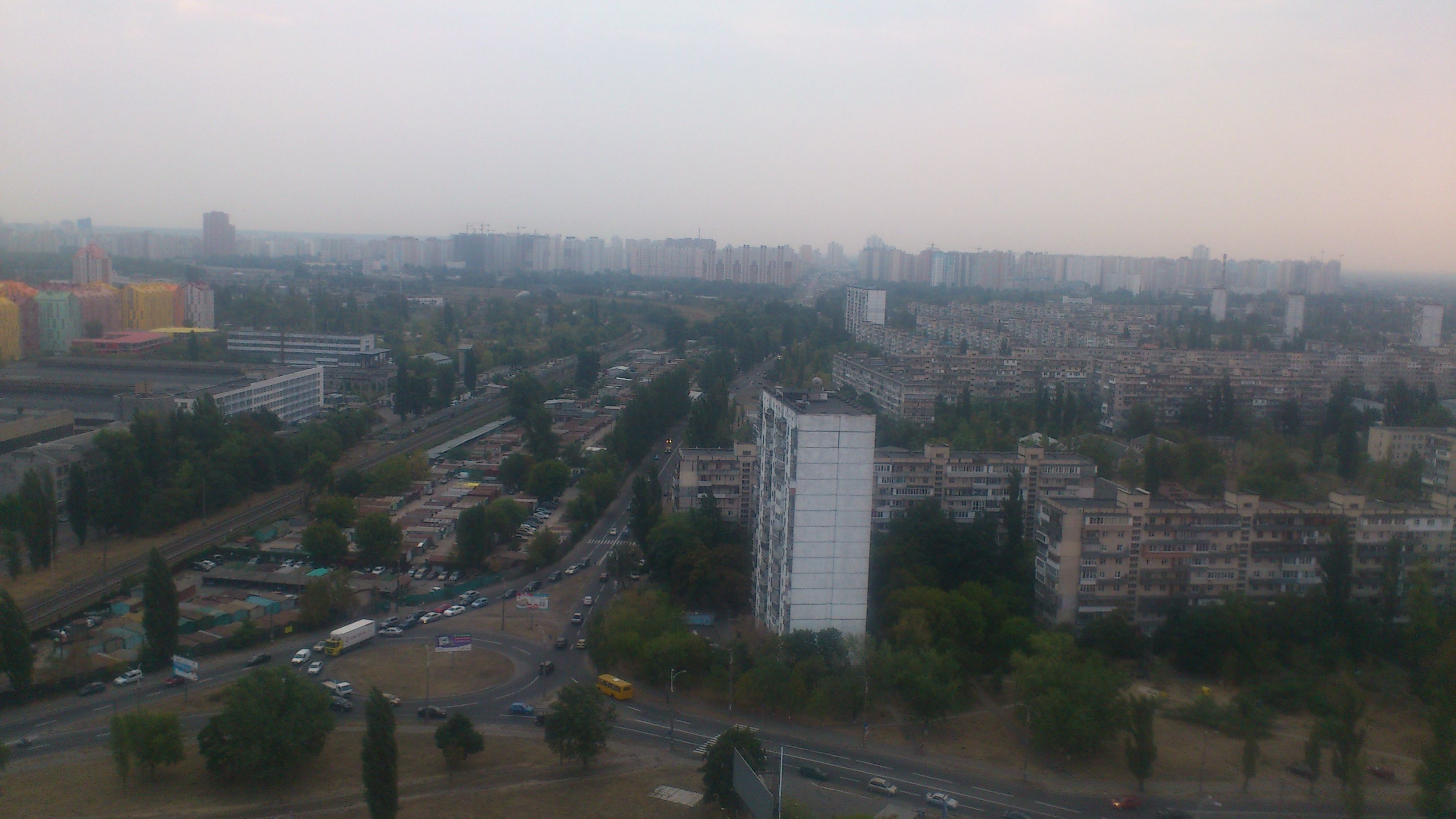
Кінцева частина вулиці Івана Миколайчука (праворуч) на розі з Березняківською вулицею (прямо)
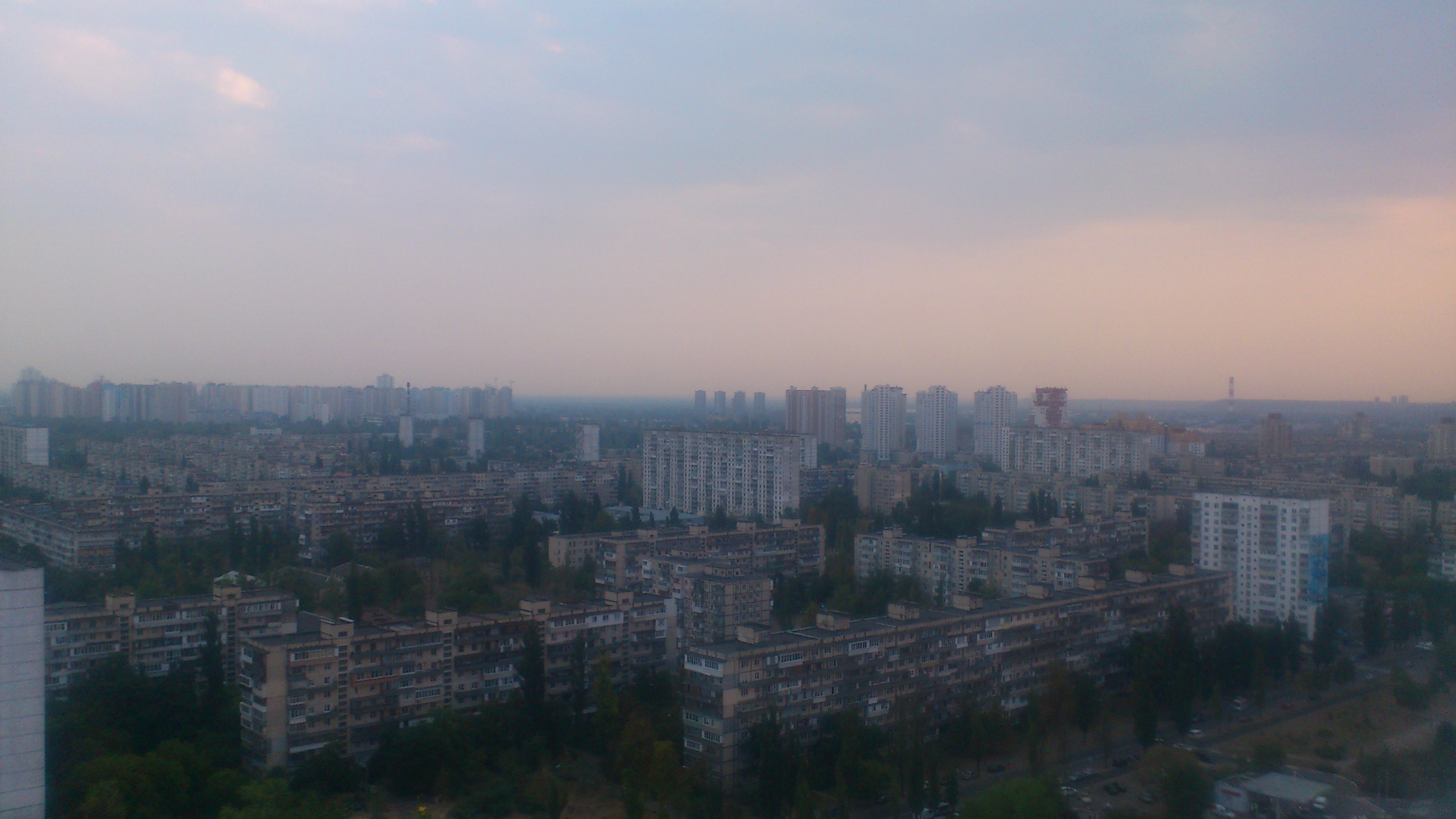
Вулиця Івана Миколайчука
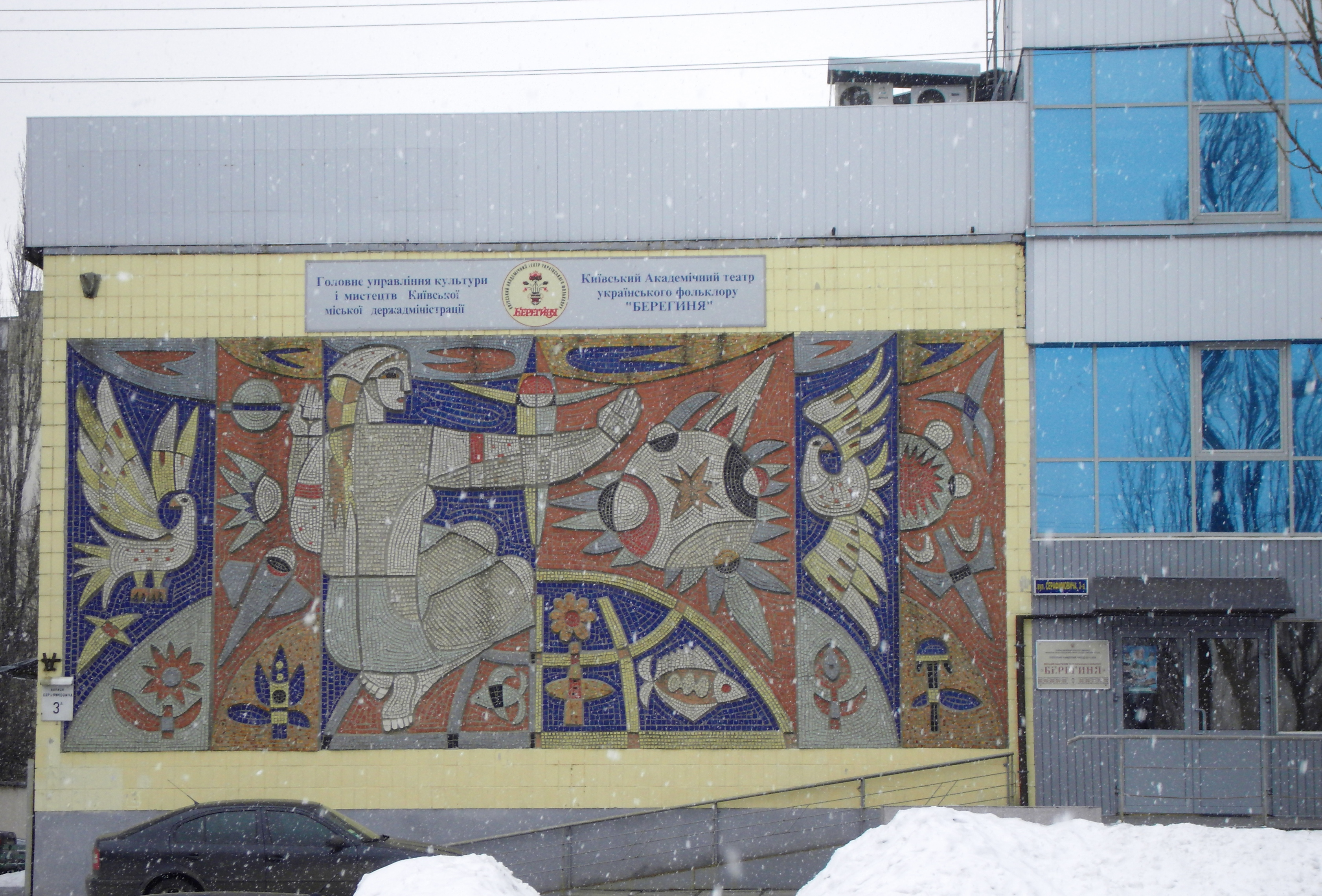
мозайка на театрі «Берегиня» (№ 3а)
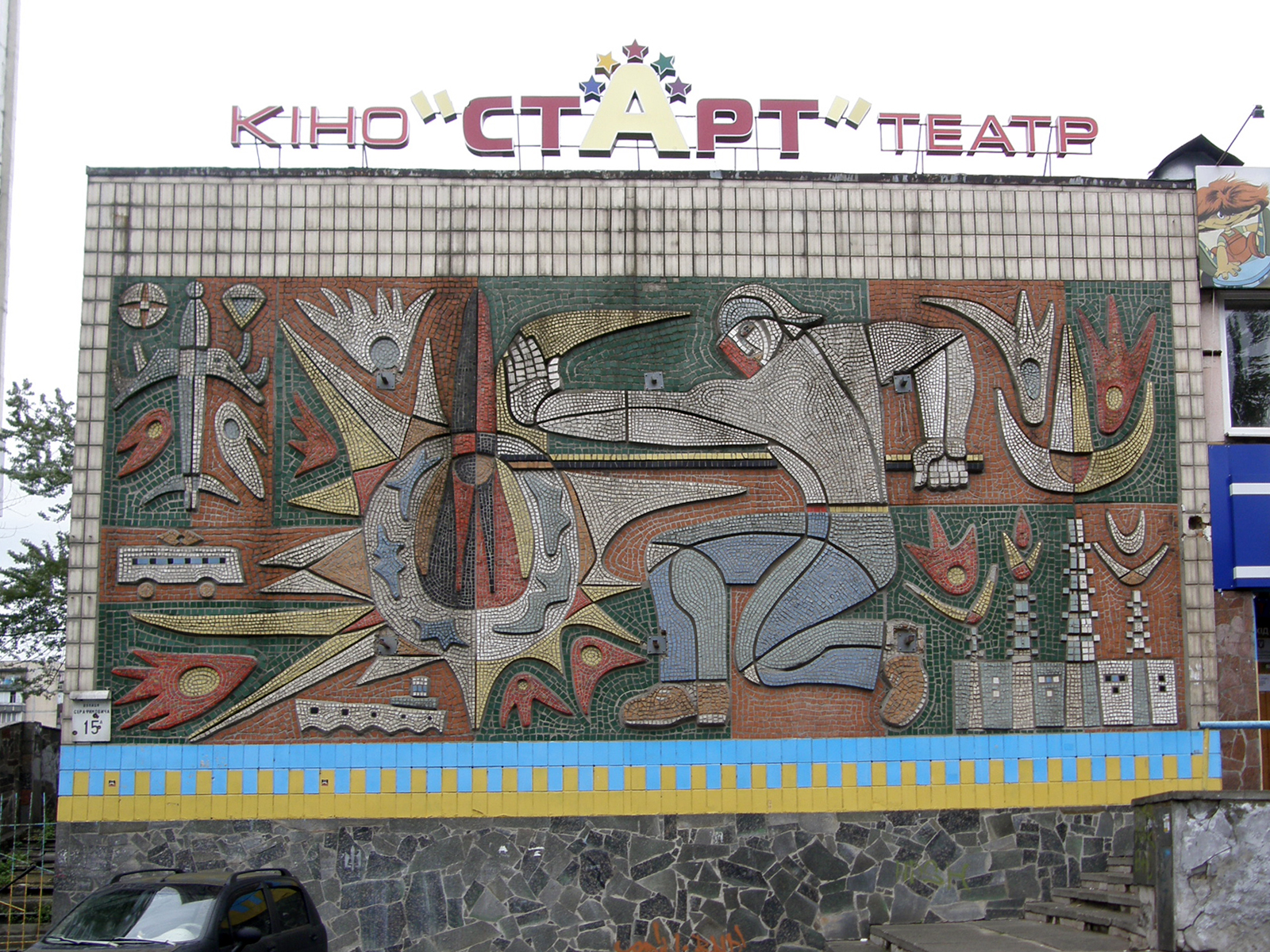
мозайка на кінотеатрі «Старт» (№ 15а)